# 屈氏
屈氏，是先秦时期楚国的一个羋姓氏族，属于楚国的公族，屈氏与昭氏、景氏并称王族三姓，由三闾大夫掌管，然而屈氏的族源却有多种说法。
据司马迁《史记》的记载，屈氏是楚国的公族，1976年湖北随县鲢鱼嘴村出土了一件楚屈子赤角簋盖，其铭文为“隹（唯）正月初吉丁亥，楚屈子赤角媵中（仲）嬭（羋）璜飤簠，其眉寿无疆，子子孙孙永保用之。”据赵逵夫考据，屈氏出自熊毋康，即《离骚》之中的伯庸。而据《清华简·楚居》的记载，熊绎时代有一屈紃，虽然清华简的整理者如李学勤认为屈紃与楚国的屈氏无关，但子居和田成方都认为屈紃很可能就是屈氏的始祖。

## 著名族人
- 屈瑕
- 屈重
- 屈完
- 屈御寇
- 屈赤角
- 屈蕩
- 屈到
- 屈建
- 屈生
- 屈蕩
- 屈申
- 屈巫
- 屈狐庸
- 邢侯
- 屈罢
- 圉公阳
- 屈宜臼
- 屈原
- 屈盖
- 屈署